# Диполд фон Берг
Диполд фон Берг (на немски: Diepold (Dietpold, Theobald) Graf von Berg; * ок. 1140; † 3 ноември 1190, Акра, Палестина) от швабския графски род фон Берг в Берг-Шелклинген, е от 1172 до 1190 г. 30-ият епископ на Пасау.

## Биография
Той е четвъртият син на граф Диполд II фон Берг-Шелклинген († 1160/1165/1166) и съпругата му Гизела фон Андекс († сл. 1150), дъщеря на граф Бертхолд II фон Андекс († 1151) и първата му съпруга София фон Истрия († 1132), дъщеря на маркграф Попо II от Истрия. Брат е на граф Улрих I фон Берг († 1209), Хайнрих фон Берг († 1197), епископ на Пасау (1169 – 1171) и Вюрцбург (1191 – 1197), Ото II фон Берг († 1220), епископ на Фрайзинг (1184 – 1220), и на Манеголд фон Берг († 1215), епископ на Пасау. Роднина е на Ото VI фон Андекс († 1196), епископа на Бамберг, и на граф Бертхолд I фон Хенеберг († 1312), епископ на Вюрцбург.
Диполд е помазан за свещеник на 10 юни 1172 г. от епископ Хайнрих I фон Гурк. На 23 ноември същата година, по желание на император Фридрих Барбароса със съгласието на папа Александър III, той става новият епископ на Пасау, след по-големия му брат Хайнрих фон Берг. Императорът присъства на церемонията.
През 1178 г. Диполд участва в църковния събор на провинциите в Хоенау ам Ин и пътува 1179 г. до Рим за Третия Латерански концил. През 1189 г. придружава император Фридрих Барбароса в безуспешния Трети кръстоносен поход. Той умира, заедно с трима каноници от Пасау, през ноември 1190 г. при обсадара на Акра от епидемия в лагера пред града. Погребан е в Акра в Светите земи.